# 生守一行
生守 一行（いくもり かずゆき）は、東京都出身のゲームクリエイター。
1991年、スクウェア（現スクウェア・エニックス）にグラフィックデザイナーとして入社。『ロマンシング サ・ガ』シリーズや『ファイナルファンタジー』シリーズを経て、スクウェア・エニックス ヴィジュアルワークスに所属し、ジェネラルマネージャーおよびチーフクリエイティブディレクターとして活躍していたが２０２０年退職

## 作品l９０
- ロマンシング サ・ガ2（1993年） - マップグラフィック
- ロマンシング サ・ガ3（1995年） - マップグラフィック
- ファイナルファンタジーVII（1997年） - バックグラウンドデザイナー
- ファイナルファンタジーVIII（1999年） - リードフィールドデザイナー
- ファイナルファンタジーIX（2000年） - フィールドグラフィックス、CGデザイナー
- ファイナルファンタジーX（2001年） - ムービー:セット&プロップスーパーバイザー
- キングダム ハーツ（2002年） - ムービー:セット&プロップスーパーバイザー
- ファイナルファンタジーX-2（2003年） - ムービーディレクター
- ファイナルファンタジーVII アドベントチルドレン（2004年） - セット&プロップスーパーバイザー
- ダージュ オブ ケルベロス -ファイナルファンタジーVII-（2006年） - ムービーディレクター
- ファイナルファンタジーXII（2006年） - ムービー:セット&プロップスーパーバイザー
- ファイナルファンタジーIII（DS版）（2006年） - ムービーディレクター
- クライシス コア -ファイナルファンタジーVII-（2007年） - ムービーディレクター
- ファイナルファンタジーIV（DS版）（2007年） - ムービーディレクター
- スターオーシャン4 -THE LAST HOPE-（2009年） - ムービーディレクター
- ファイナルファンタジー・クリスタルクロニクル クリスタルベアラー（2009年） - ムービーディレクター
- フロントミッション エボルヴ（2010年） - ムービーディレクター
- ファイナルファンタジーXIV（2010年） - ムービーディレクター
- ファイナルファンタジー零式（2011年） - ムービーディレクター